# Gayane Chiloyan
Gayane Chiloyan (arménien : Գայանե Չիլոյան), née le 27 septembre 2000, est une athlète arménienne, spécialiste du sprint. En 2016, elle devient la plus jeune sportive arménienne à être sélectionnée pour des Jeux olympiques : elle est en effet sélectionnée pour les Jeux olympiques d'été de 2016 à l'âge de 15 ans,.

## Biographie
Le 28 mai 2016, elle bat le record d'Arménie du 100 mètres en 11 s 54 (+ 1.3 m/s) à Artachat lors des championnats nationaux. Le lendemain, elle bat également le record d'Arménie du 200 mètres en 23 s 16 (+ 1.2 m/s). Cette dernière performance lui permet de se qualifier pour les Jeux olympiques de 2016.
Engagée dans la 5e série du 200 m, elle termine dernière de la course avec un temps de 25 s 03, signant ainsi le 66e temps des engagées,.